# Flat dammussla
Flat dammussla, Pseudanodonta complanata, är en sötvattensmussla. Den kan nå en längd av 6-8,5 cm och är sammantryckt från sidorna. Skalfärgen är gulgrön till intensivt olivgrön-brun. 
Flat dammussla förekommer sällsynt i Sverige i sjöar och i långsamma vattendrag från Skåne till södra Värmland. I öster upp till Medelpad. Den kräver renare och syrerikare vatten än många av de andra stormusslorna som finns i Sverige och kan i lämpliga miljöer hittas på så pass stora djup som 10 m. 
På Artdatabankens rödlista 2020 över hotade arter klassas den flata dammusslan som Nära hotad (NT).